# Sônia Braga

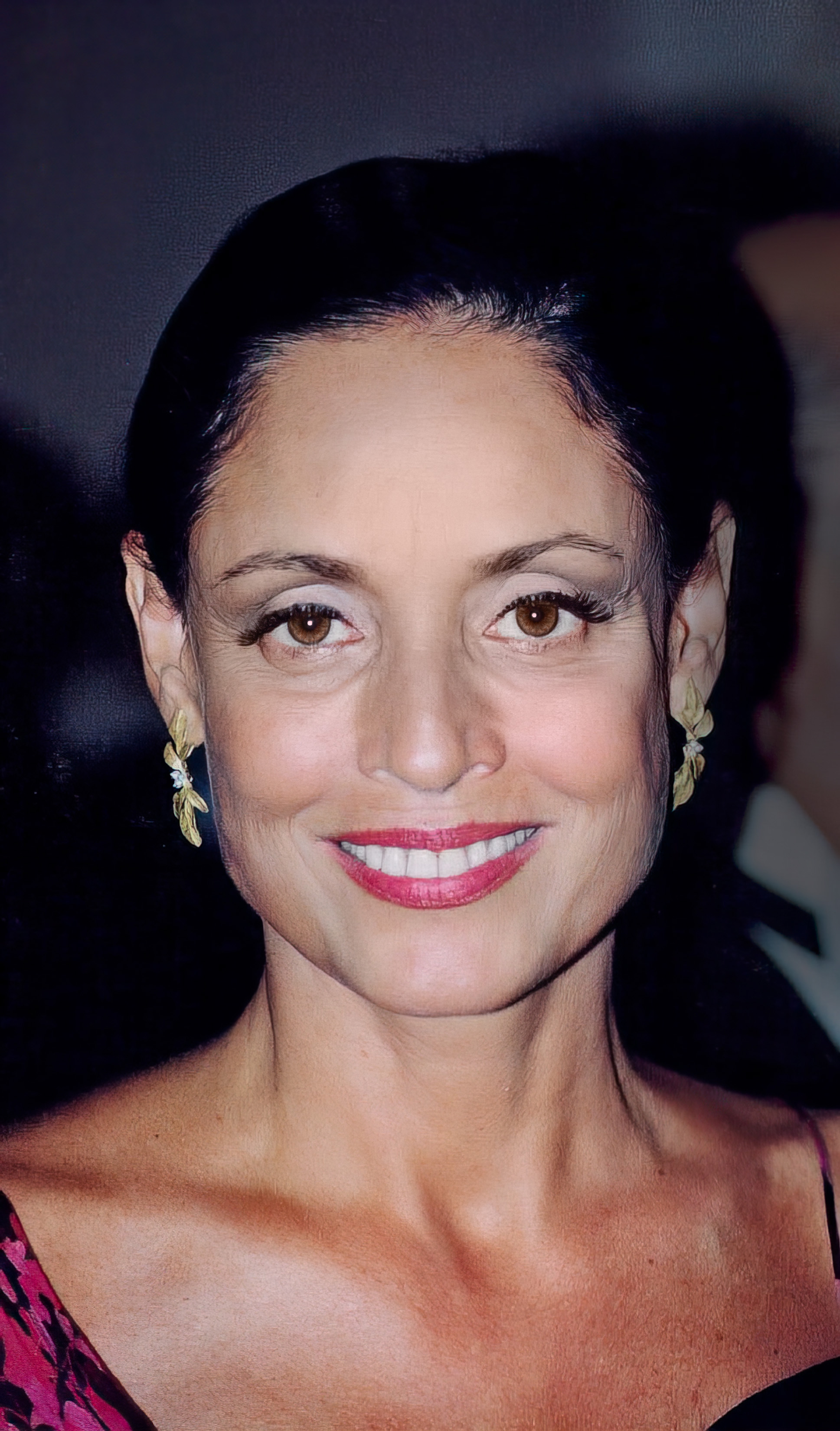
Sônia Braga

Sônia Maria Campos Braga (phát âm tiếng Bồ Đào Nha: ['sõ.nja' bɾa.ga] sinh ngày 8 tháng 6 năm 1950) là một nữ diễn viên người Mỹ gốc Brasil. Cô được biết đến khi được nhận giải Quả cầu vàng với một đề cử trong Kiss of the Spider Woman (1985) và Moon over Parador (1988). Cô cũng nhận được một đề cử giải BAFTA vào năm 1981 cho bộ phim Dona Flor và Hai người chồng của cô (lần đầu tiên được phát hành năm 1976). Đối với bộ phim truyền hình năm 1994 có tên The Burning Season, cô được đề cử cho giải Emmy và giải Quả cầu vàng thứ ba. Các bộ phim truyền hình khác mà cô đã tham gia bao gồm The Cosby Show (1986), Sex and the City (2001), American Family (2002), và Alias (2005).

## Cuộc đời
Braga sinh ra ở Maringá, Paraná, Brazil, bởi Hélio Fernando Ferraz Braga và Maria Braga Jaci Campos, nhà thiết kế trang phục của Maringá. Cô có hai anh chị em, Ana Júlia và Hélio. Con gái của chị gái Ana, Alice Braga cũng là một diễn viên. Gia đình Braga chuyển đến Curitiba và sau đó di chuyển đến Campinas. Braga lên 8 tuổi khi cha cô qua đời, và cô chuyển đến một trường tu viện ở São Paulo. Ở tuổi thiếu niên, cô đã nhận một công việc tại trung tâm tiếp tân ở Brazil có tên Torres Buffet  với vai trò là một nhân viên tiếp tân.

## Danh sách phim
| Năm  | Tên phim         | Vai diễn | Ghi chú |
| ---- | ---------------- | -------- | ------- |
| 2024 | Điềm báo của quỷ | Silvia   |         |